# Конжунту Насионал
Конжунту Насионал (на португалски: Conjunto Nacional – Народно събрание) е многофункционална сграда в град Сау Паулу, Бразилия.
Построена е през 1956 година по проект на Давид Либескинд. Разположена на централния булевард „Авенида Паулиста“, тя е първата голяма модернистична сграда, която оказва влияние върху архитектурата на града в средата на XX век.
В ниската част на сградата е разположен търговски център, има и висока жилищна част. Комплексът разполага също с 2 киносалона, 66 магазина, паркинг за над 700 автомобила.